# Георг Албрехт III фон Ербах-Фюрстенау
Георг Албрехт III фон Ербах-Фюрстенау(на немски: Georg Albrecht III zu Erbach-Fürstenau; * 14 юни 1731, дворец Фюрстенау, Михелщат; † 2 май 1778, дворец Фюрстенау) е граф на Ербах-Фюрстенау.

## Произход и управление
Той е син на генерал-майор граф Филип Карл фон Ербах-Фюрстенау (1677 – 1736) и втората му съпруга Анна София фрайин фон Шпесарт (1693 – 1767), дъщеря на фрайхер Христоф Каспар фон Шпесарт и Ева фон Бибра. Брат е на Лудвиг II Фридрих Карл Егинхард (1728 – 1794). Полубрат е на Каролина (1700 – 1758), омъжена 1726 г. с херцог Ернст Фридрих II фон Саксония-Хилдбургхаузен (1707 – 1745).
Той управлява в Ербах-Фюрстенау от 1736 и от 1753 г. заедно с брат си Лудвиг II.

## Фамилия
Георг Албрехт III се жени на 3 август 1752 г. в Нойщат на Орла за принцеса Йозефа Еберхардина Адолфа Вилхелмина фон Шварцбург-Зондерсхаузен (* 2 февруари 1737, Зондерсхаузен; † 27 юли 1788, Михелщат), дъщеря на принц Кристиан фон Шварцбург-Зондерсхаузен (1700 – 1749) и принцеса София Христина Еберхардина фон Анхалт-Бернбург-Шаумбург-Хойм (1710 – 1784). Те имат децата:
- Фридрих Август (1754 – 1784), граф на Ербах-Фюрстенау, господар на Ротенберг, 1778 г. полковник на кавалерията в Нидерландия, женен на 6 август 1782 г. в Дюркхайм за графиня Шарлота Луиза Поликсена Колб фон Вартенберг (1755 – 1844)
- Кристиан Карл Август Албрехт (1757 – 1803), граф на Ербах-Фюрстенау, господар на Бройберг, 1784 г. пруски генерал-майор, женен на 25 юли 1786 г. в Хайлброн за графиня Доротея Луиза Мариана фон Дегенфелд-Шонбург (1765 – 1827)
- Георг (1762 – 1762)
- Георг Егинхард (1764 – 1801)
- Лудвиг (1765 – 1775)